# 급진민주주의
급진민주주의(영어: Radical democracy, 急進民主主義)는 탈-마르크스주의자(또는 후기마르크스주의)인 에르네스토 라클라우(Ernesto Laclau)와 벨기에 출신의 정치철학자인 샹탈 무프(Chantal Mouffe)가 공동 저작한 『Hegemony and Socialist Strategy: Towards a Radical Democratic Politics(1985)』(패권과 사회주의 전략-급진민주주의 정치로 전진)에서 소개된 정치 이론이다. 용어 자체는 이탈리아의 탈-마르크스주의 정치철학자인 빠올로 비르노(Paolo Virno)가 처음 쓴 것으로 알려져 있다. 민주주의 사회에서 시민 운동은 모두 기존 사회의 결함을 끊임없이 바로잡고, 개선해야 한다는 진보적인 입장을 취해야 비로소 민주주의에 맞는 시민 운동이 될 수 있다고 주장하며, 고전적인 의미에서 '자유민주주의' 개념을 고정화하고 그것에 방어적 민주주의 자세를 취하려는 신자유주의와 신보수주의의 견해와 사회민주주의, 구-마르크스주의에 반대한다. 이들은 민주주의 사회에서 '자유'와 '평등'의 개념을 재조명해야 한다는 입장을 가지고 있다.

## 개요
이 개념은 처음부터, '자유민주주의'는 숙의민주주의의 성격을 갖지 않으면 온건한 지속이 불가능하다고 보고 있으며, 숙의의 대상은 성 문제, 계급 문제, 외교 문제 등을 모두 포괄해야 한다는 입장과 21세기 들어서 다양한 사회 문제에 마르크스주의 철학을 대입하고, 마르크스주의를 변화 및 발전시키려는 탈-마르크스주의의 입장을 갖고있다. 그렇기 때문에 인본주의와 복지를 중시하는 성격을 보인다.
따라서, 기존 숙의민주주의 사회에 성공적으로 마르크스주의를 이식하고 그 기반 위에서 신-종속 이론과 사회주의적 체제를 다지기 위해 출발한 이념이라고 볼 수 있다.

### 자유와 평등
전통적인 자유주의 이론에서 중시하는 개념은 자유와 평등이고, 여기서 자유란 개념은 개체가 갖고있는 자유의지가 타율에 의해 방해되지 않으며, 완전히 자율적으로 행할 수 있는 것을 말한다. 또한 평등은 권리와 의무의 부과 및 분배가 공정하냐의 문제로 넘어간다. 따라서 자유주의 이론에서 자유와 평등은 독립적인 것이며 따로 나갈 수 있는 것으로 이해된다. 그에 반해 급진민주주의에선 자유는 평등이 실현될 때 비로소 그 의미를 찾을 수 있으며, 자유주의가 내포한 자유는 자연스럽게 소극적 자유로 흘러들어갈 수 밖에 없다고 지적했다.
또한 자유와 평등이 적절한 수준에서 조화를 이루는 체제를 선망하는 기존 자유민주주의는 이상적인 것이라는 주장과 더불어, 자유민주주의(부르주아 민주주의) 사회에선 기본적으로 자본가의 단위적 독재가 침투하기 쉽다는 탈-마르크스주의적 입장에 근거해 자유와 평등이 조화롭게 양립 가능한 것이라고 가정할 때, 자유는 소극적 자유로 쉽게 변질되며, 그 피해는 오직 소수자와 노동 계급이 받는다는 논리를 펼친다.

### 저항 의지
급진민주주의에서 더 나은 민주주의로 향하기 위한 일종의 '저항 의지'는 그 자체로 존재하며, 중립적인 성격을 갖는다고 주장한다. 겉으로는 그것이 진보적인 운동으로 보일 순 있지만, 자유민주주의 사회에선 이러한 저항 의지가 오히려 정치적 반동을 꾀하는 위험한 인자로 작용될 수 있다. 일례로 1960~70년대 반전-평화, 여성, 노동 운동이 서유럽권에서 확산되는 시절, 오히려 서방권의 축인 영국과 미국은 신자유주의로 체제가 전환되었고 절대다수 인민들은 이에 대해 찬성의 입장을 표명했다. 진보적일 것만 같았던 민주주의 개선 의식은 한순간에 케인즈주의 경제 체제에서 신자유주의 경제 체제로 넘어오는 원동력이 되었다. 이에 대해서 라클라우는 다음과 같은 결론을 도출한다.
- '민주주의 개선을 위한 저항 의지(또는 '민주주의 혁명에의 의지')'는 중립적인데, 이것을 중립적으로 만드는 기제(機制)는 개선 대상이 민주주의적이냐 아니냐에 달려있다. 여기서 말하는 민주주의는 영어로 'Democracy' 즉, 복합적인 의미에서 민주주의가 아닌 단순히 다수결의 원칙을 따르는 형식적 민주주의를 뜻한다. 이러한 것이 충족되는 그 어떤 주장도 저항 의지에 흡수될 수 있다.
- '민주주의 개선을 위한 저항 의지'가 좌우와 상관없이 집단적으로 표츌된 시기는 2차 대전 시기인데, 이 당시 신자유주의의 모태가 되는 보수적 자유주의자들도 파시즘에 반대했다. 또한 이 기간에 저항 의지가 존재하는 개별 주체는 모두 진보적인 민주주의 또는 보수적 자유주의에 대해 유화적인 입장을 취했다.
- '민주주의 개선을 위한 저항 의지'는 사회적으로 위기 상태일 때 극의 상태에 달한다. 그리고 극의 상태에 달할 때 그것이 하나의 정치적 힘으로 강하게 작용할 확률이 높다. 즉, 이것이 문화적 패권을 잡은 '민주주의적' 세력에게 이용당하기 쉽다는 것이다.

이와 같은 결론을 통해서, 위와 같이 60~70년대에 시작되었던 진보적인 민주주의 개선 운동과 보수적인 민주주의 개선 운동에서 저항 의지는 중립적인 상태로 존재했으며, 사회적으로 패권을 잡은 '보수적 민주주의 개선 운동 세력'에 의해 저항 의지가 조종되었다는 결론을 내릴 수 있다.

### 반민주주의적 공세
여기서 말하는 반민주주의적 공세란 '복합적 민주주의에 대한 공세'를 의미한다. 형식적 민주주의는 신보수주의자들을 포함한 대다수 우파들이 내포한 것이지만 복합적 민주주의로 넘어가면 얘기가 달라진다. 신자유주의는 자유를 소극적 자유로 축소하고 인민 생활에 커다란 불균형을 남기는 등, 복합적 민주주의 원칙에 어긋나는 행보를 보이고 있다. 그리고 이 과정에선 숙의적 과정이 없는, 자유민주주의를 고정시키려는 일종의 고정화 작업에 대한 논의로 넘어간다.
형식적 민주주의 틀을 갖춘 상태에서 다양한 문제에 대해 숙의적 과정이 존재하지 않는다면, 그것은 형식적 민주주의 틀만 남게되고 복합적 민주주의에 대한 지속적인 발전은 멈춰지게 된다. 이말은 그 사회에서 패권을 장악한 이들의 지배 논리에 따라 사회 모습이 전개될 가능성이 커진다는 뜻이다. 이것을 막고 숙의적 민주주의를 통해 다양한 사회 문제를 개선하고 바로잡아 더 나은 민주주의로 사회로 가자는 것이 급진적 민주주의의 핵심 개념이다.

### 변증법적 원리와 적대 개념
자유민주주의를 고정화하려는 신자유주의와 신보수주의의 반동성을 지적함과 동시에 구-마르크스주의의 폐쇄성도 지적한다. 구-마르크스주의를 포함한 마르크스-레닌주의는 사회의 문제를 오직 '계급 투쟁에 관한 문제' 하나로 통합하여 세계관을 바라본다. 불행하게도 이러한 관점은 더 나은 복합적 민주주의가 아닌 노동자 독재 세력에 의해 모든 문제가 획일화되는 '노동주의적 전체주의' 체제가 생기는 원인을 제공하게 되었다. 비고정화와 고정화에 문제에 대한 이론을 정립한 샹탈 무페에 따르면, 어떠한 테제가 갖고있는 결함에 대해 끊임없이 그것을 개선하려는 안티-테제 의식은 복합적 민주주의를 탄생시키는 원동력이다. 그리고 이러한 의식을 '적대 개념'이라고 하는데, 이러한 적대 개념이 활발히 생길 수 있는 여건을 사회에서 마련해야 한다. 또한 이러한 문제는 계급 문제에 고정된 것이 아닌 성, 소비, 외교, 환경 등 수많은 문제에 적용되어야 한다. 중요한 점은 이것이 문화적 헤게모니를 잡고 있는 기존 세력에 의해 조종당하지 않아야 한다는 것이다. 패권 세력에게 조종당하는 테제에 대한 적대 관계는 해당 패권 세력에 대한 이득을 증진시키는 효과로 나타나며, 이것은 사회 구조의 획일화를 나타내기도 한다. 애국주의, 상업적 스포츠를 포함한 '자본주의적으로 성공한 개체에 대한 동경 또는 관심 자체'와 기타 상업적 문화에 편승하고 그 안에서 일어나는 내부적 논의 현상이 이에 해당한다.

## 저작

### 한국어로 번역된 책들
- 이승원 역, 『헤게모니와 사회주의전략』, 후마니타스, 2012. ISBN 9788964371565. (Laclau Ernesto, and Chantal Mouffe. Hegemony and socialist strategy: Towards a radical democratic politics. London: Verso, 1985/2001.)